# Berichten van de GPD
Berichten van de GPD (Geallieerde Persdienst) was een verzetsblad uit de Tweede Wereldoorlog, dat vanaf eind juni 1944 tot begin november 1944 in Tilburg werd uitgegeven. Het blad verscheen dagelijks in een oplage van tussen de 30 en 40 exemplaren. Het werd getypt en de inhoud bestond voornamelijk uit nieuwsberichten. Het blad werd ook gepubliceerd onder de titel Persdienst van de GPD. Bij de bevrijding van Tilburg werd de uitgave beëindigd.  

## Betrokken personen
L.J. van den Gevel was bedrijfsleider bij de wollenstoffenfabrieken van H. Eras en Zn. te Tilburg en tevens leraar aan de Textielavondschool waarvan hij een sleutel in zijn bezit had. Op een speurtocht door het gebouw ontdekte Van den Gevel twee radio's. Hij vermoedde dat de Duitsers daar wegens de gezindheid van de schooldirecteur nooit zouden controleren. Hij kwam met zijn buurman H.C.C. Want op het idee 's nachts met deze radio's nieuwsberichten te verzamelen. Want zorgde voor de vermenigvuldiging en verspreiding van de berichten. 